# Ascanio Centorio Degli Ortensi
Ascanio Centorio Degli Ortensi est un écrivain italien du XVIe siècle.

## Biographie
Ascanio Centorio Degli Ortensi passe pour avoir été d’une illustre famille de Milan ; mais Apostolo Zeno a prouvé, dans ses notes sur Fontanini (t. 1, p. 458), qu’il était Romain. Exilé de Rome, on ne sait par quel motif, il se rendit à Milan, où il séjourna plusieurs années. Il embrassa la carrière des armes et porta dans les camps un esprit philosophique peu ordinaire dans un guerrier. Après la paix, il rédigea des mémoires, ou commentaires, dont il avait rassemblé les matériaux pendant la guerre. Ces mémoires sont très-estimés en Italie, et, n’ayant point été réimprimés, sont devenus fort rares ; ils sont divisés en 2 parties, qui parurent à quatre ans de distance l’une de l’autre, mais que l’on réunit ordinairement en un seul volume. La 1re est intitulée : Commentarj delle guerre di Transilvania, lib. 6, Venise, 1565, in-4°, et la 2e : Commentarj delle cose d’Europa, lib. 8, Venise, 1569, in-4°.
On a du même auteur :
- cinq Discours sur l’art de la guerre, imprimés séparément à Venise en 1558, 1559 et 1562, par Giolito, et qui sont le plus souvent réunis en un seul volume.
- Peste di Milano del 1576 e 1577, Venise, 1579, in-4°, histoire divisée en 5 livres.
- Amorose rime, Venise, 1552, in-8°, ouvrage de la jeunesse de Centorio, qui en a encore laissé quelques autres.

Dans l’édition qu’il donna des Novelle del Bandello, Milan, 1560, 3 vol. in-8°, il ajouta des sensi morali a ciascuna novella, mais il retrancha de ces nouvelles toutes celles qui lui parurent indignes d’être réimprimées. Il supprima aussi les lettres et les préfaces qui dans la première édition se trouvent en tête de presque toutes, et qui contiennent souvent des détails précieux qu’on ne trouve point ailleurs ; ce qui fait que cette édition ne jouit d’aucune estime.